# Muntiacini
Muntiacini là một tông Hươu nai trong phân họ Cervinae (Hươu Cựu thế giới). Tông này gồm có hai chi là: Elaphodus và Muntiacus.

## Các loài
- Bộ Muntiacini
  - Chi Elaphodus
    - Hươu Tufted (Elaphodus cephalophus)

  - Chi Muntiacus (Mang)
    - Muntiacus atherodes
    - Muntiacus feae
    - Muntiacus muntjak
    - Mang Ấn Độ (Muntiacus aureus gồm M. muntjak)
    - Mang Sri Lankan (Muntiacus malabaricus; gồm M. muntjak)
    - Muntiacus nigripes
    - Muntiacus vaginalis
    - Mang Roosevelt (Muntiacus rooseveltorum)
    - Mang Sumatra (Muntiacus montanum)
    - Muntiacus gongshanensis
    - Muntiacus crinifrons
    - Muntiacus reevesi
    - Mang lớn hay Mang Vụ Quang (Muntiacus vuquangensis)
    - Mang Pù Hoạt (Muntiacus puhoatensis)
    - Muntiacus putaoensis
    - Mang Trường Sơn (Muntiacus truongsonensis)